# Khaled Khalifa
Khaled Khalifa (àrab: خالد خليفة)  (Urum al-Sughra, 1 de gener de 1964 - Damasc, 30 de setembre de 2023) va ser un novel·lista, guionista i poeta sirià. Algunes de les seves obres crítiques amb el règim baasista van ser prohibides pel govern sirià.

## Biografia
Va estudiar a la Universitat d'Alep, on va obtenir es va graduar en dret. Va escriure poesia i va ser membre del Fòrum Literari. Com a guionista, Khalifa va escriure diverses sèries de televisió, incloent-hi Kaws Kozah i Serat Al-Jalali, documentals, curtmetratges i el llargmetratge Bab al-Maqam. La seva primera novel·la, Haris al-Khadi'a, es va publicar el 1993. La seva segona novel·la, Dafatir al-Qurbat, va ser suprimida per la Unió d'Escriptors Àrabs durant quatre anys després de la seva publicació el 2000.
Khalifa va passar tretze anys treballant en Madih al-karahiya, la seva tercera novel·la, que tracta de com la vida d'una família es veu afectada per la batalla entre el govern sirià i els Germans Musulmans. Es va publicar a Damasc el 2006, fins que el govern sirià la va prohibir i llavors es va reeditar a Beirut. Khalifa va assegurar que aquest tipus de prohibicions de llibres provenien d'una burocràcia que no representava els nivells més alts del govern, i l'escriptor es va mostrar partidari de la negociació entre els artistes i les autoritats sirianes per a fer possible la llibertat d'expressió.
La seva obra no pretén advocar qualsevol ideologia política. Quant a Madih al-karahiya, va afirmar: «per sobre de tot, vaig escriure aquesta novel·la en defensa del poble sirià i amb la finalitat de protestar contra el patiment que han suportat com a resultat dels dogmes religiosos i polítics que han intentat negar la seva civilització de desenes de milers de anys». Madih al-karahiya va ser finalista al Premi Internacional de Ficció Àrab (2008).
La seva quarta novel·la va ser La sakakin fi matabikh hadhihi al-madina, publicada al Caire el 2013. Tracta sobra el «preu que sirians han pagat sota el règim del Partit Baas», encapçalat per president Baixar al-Àssad. Va guanyar la Medalla Naguib Mahfuz de Literatura i novament va ser finalista del Premi de Ficció Àrab (2014).

## Obra publicada
- 1993 Haris al-Khadi'a
- 2000 Dafatir al-Qurbat
- 2006 Madih al-karahiya
- 2013 La sakakin fi matabikh hadhihi al-madina

### Traduccions
- Khalifah, Khalid. Elogio del odio (en castellà).  Barcelona: Lumen, 2012, p. 388. ISBN 9788426418647.